# Jasper Morrison
Jasper Morrison (Londra, 1959) è un designer inglese.

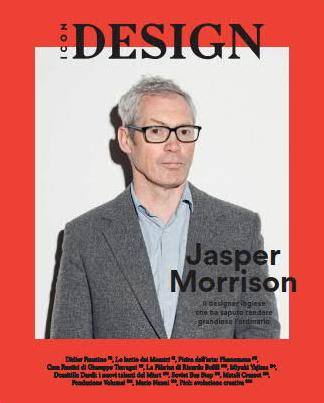
Copertina di Icon Design di febbraio 2016, Arnoldo Mondadori Editore, che ritrae Jasper Morrison

Nato a Londra e cresciuto a New York negli Stati Uniti, Jasper Morrison ha frequentato la Bryanston School. Si è laureato in Design presso la Kingston Polytechnic Design School nel 1982 e ha conseguito due masters in Design: uno presso la stessa Kingston Polytechnic Design School nel 1982, l'altro preso il Royal College of Art a Londra nel 1985. Ha studiato inoltre presso la Hochschule der Künste (HdK) a Berlino.
Ha lavorato per Alessi, Alias, Cappellini (per la quale ha realizzato il divano Three Sofa De Luxe), FLOS, FSB, MAGIS, Rosenthal, Rowenta, SCP, Furniture, Vitra, Lamy (stilografiche), Schiffini.

## Progetti
- Air-Chair (2000)